# Chiesa di Sant'Anna a Marconiglio
La chiesa di Sant'Anna a Marconiglio è una delle chiese storiche di Napoli. È locata nei pressi del cimitero acattolico di Santa Maria della Fede, in via Fra' Gregorio Carafa.

## Storia
Si conoscono pochissime informazioni storiche su questa chiesina. Lo storico Gino Doria riportò che la terminologia "Marconiglio" è nata al fine di individuare una zona frequentata da persone poco raccomandabili, ovvero da briganti. In realtà non c'è nessuna certezza in questo, visto soprattutto che si parla almeno del XVII secolo. 
La chiesa è sorta agli inizi del novecento e fu eretta in parrocchia nel 1926. 
La struttura è formata da un'unica navata e nonostante le sue ridotte dimensioni conserva numerosi punti di interesse: navata scandita da lesene doriche con capitelli dorati, un notevole altare in marmo bianco, una cappella per lato, statue lignee di Santi, un affresco di Cristo in gloria nella zona absidale, ecc.
L'esterno è invece caratterizzato da un portale con lunetta, un piccolo campanile e due mosaici con angeli.